# Дитрих I фон Наумбург
Дитрих I фон Наумбург (на немски: Dietrich I von Naumburg; † 27 септември 1123 в манастир Поза/Бозау, близо до Цайц) е от 1111 до 1123 г. епископ на Наумбург.

## Живот
Той произлиза вероятно от род Ветини, или по други източници от франкския благороднически род Регинбодони.
През 1111 г. Дитрих I става епископ на Наумбург, предложен от император Хайнрих V. Първо е привърженик на краля, през 1115 г. обаче е на страната на папа Геласий II. През 1118 г. присъства в Корвей и на синода във Фритцлар (1118), където е обновена анатемата против Хайнрих V, също и на синода в Реймс през 1119 г.
Като епископ Дитрих I освещава през 1114 г. манастира във Вурцен, 1118 г. църквата в Цвикау, 1122 г. църквата в Плауен. Той колонизира славяните чрез помагане на бенедиктинския манастир Поза (наричан и Бозау) и Риза.
На 24 септември 1123 г., по време на молитва пред олтара на манастирската църква в манастир Бозау близо до Цайц, той е нападнат с нож от вендиски монашески брат с името Бенно. След три дена той умира от раните си. Погребан е на мястото, където е нападнат. Гробът му е разрушен през 15 век и възстановен, но днес вече не съществува.